# Ministerio de Salud de Rusia
El Ministerio de Salud de la Federación de Rusia (en ruso: Министерство здравоохранения Российской Федерации, romanizado: Minzdrav Rossii; en ruso: corto: Минздрав России, romanizado: Minzdrav Rossii) es una agencia del Gobierno de Rusia, con sede en Moscú. Es el sucesor  del anterior Ministerio de Salud y Desarrollo Social, que se partió en dos en 2012 bajo el Primer ministro Dmitry Medvedev, siendo los departamentos de seguridad social relegados al nuevamente formado Ministerio de Trabajo y Asuntos Sociales.

## Ministros de salud de Rusia
- Veronika Skvorcova (21 de mayo de 2012 — 21 de enero de 2020)
- Michail Muraško (21 de enero de 2020 — en el cargo)

## Deberes
Sus responsabilidades oficiales principales incluyen:
- Desarrollo e implementando de la política estatal en sanidad;
- Desarrollo e implementación de programas de salud federal, incluyendo iniciativas sobre diabetes, tuberculosis, promoción de la salud, educación de la salud, prevención de enfermedades etc.;
- Desarrollo de proyectos de legislación y presentarla a la Duma Estatal;
- gobernación de instalaciones médicas federales;
- Educación médica y desarrollo de recursos humanos;
- Control de salud y estadísticas sanitarias epidemiológicas y medioambientales;
- Control de enfermedades contagiosas;
- Desarrollo de regulación de salud;
- Desarrollo de recomendaciones y estándares federales  de garantía de calidad;
- Desarrollo e implementación de programas de salud federal
- Control y autorizando de fármacos.